# James Kann Cruz
James Kann Cruz (né le 18 juillet 2013) est un cheval hongre de robe grise inscrit au stud-book irlandais de l'Irish Sport Horse, monté en saut d'obstacles par le cavalier irlandais Shane Sweetnam.

## Histoire
James Kann Cruz naît le 18 juillet 2013 à l'élevage de Patrick Connoly, situé à Galway en Irlande. Il est élevé puis formé entièrement dans ce pays. Il se démarque du lot dès qu'il est poulain, par sa qualité de galop, son intelligence et ses capacités athlétiques. Il est vendu alors qu'il est tout jeune, vers sept ou huit mois, à la famille Gannon, qui le gardera ensuite jusqu'à ses huit ans sous la selle du cavalier irlandais John Mulligan. Francis Connors, soixantenaire, le décrit comme le meilleur cheval qu'il ait jamais formé durant toute sa carrière.
Il se qualifie chaque année en finale jeunes chevaux du Dublin Horse Show. Il est surnommé « Gizmo » pendant sa formation, entre octobre 2019 et l'automne 2021. Il participe au Grand Prix de Dublin dans la catégorie des chevaux de huit ans, mais une erreur du cavalier le prive de podium. C'est à la fin de l'année 2021 que le cavalier irlandais Shane Sweetnam acquiert ce hongre, alors presque inconnu de la scène sportive internationale du saut d'obstacles. 
Il débute sur la scène sportive internationale en 2022, à l'âge de neuf ans. Il est révélé dans le monde du sport cette même année, au concours de saut d'obstacles international officiel (CSIO) étape Coupe des nations de Rotterdam, qui représente sa première participation à un concours de niveau 5 étoiles.

## Description

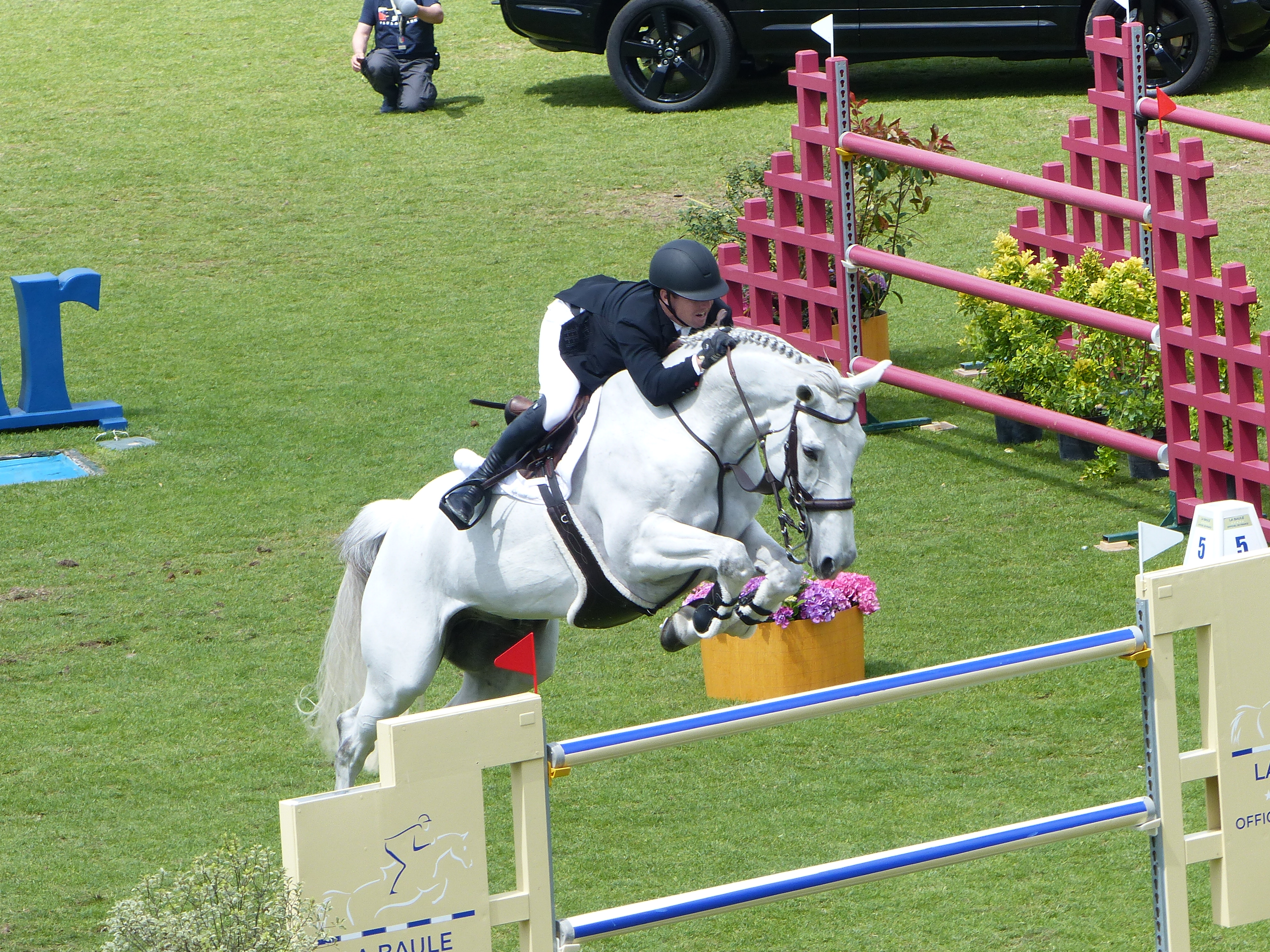
James Kann Cruz, monté par Shane Sweetman au CSIO de La Baule de 2024.

James Kann Cruz est un hongre de robe grise, inscrit au stud-book de l'Irish Sport Horse (cheval de sport irlandais). C'est un cheval de très grande taille, pour lequel l'apprentissage le plus difficile a été de rassembler ses foulées et de gagner en souplesse. 
Il présente une personnalité affirmée. C'est un cheval doté d'énormément de moyens et de sang, et d'une très grande aisance sur les parcours d'obstacles. D'après son cavalier, il se montre un peu fainéant au travail sur le plat, mais adore sauter.

## Palmarès

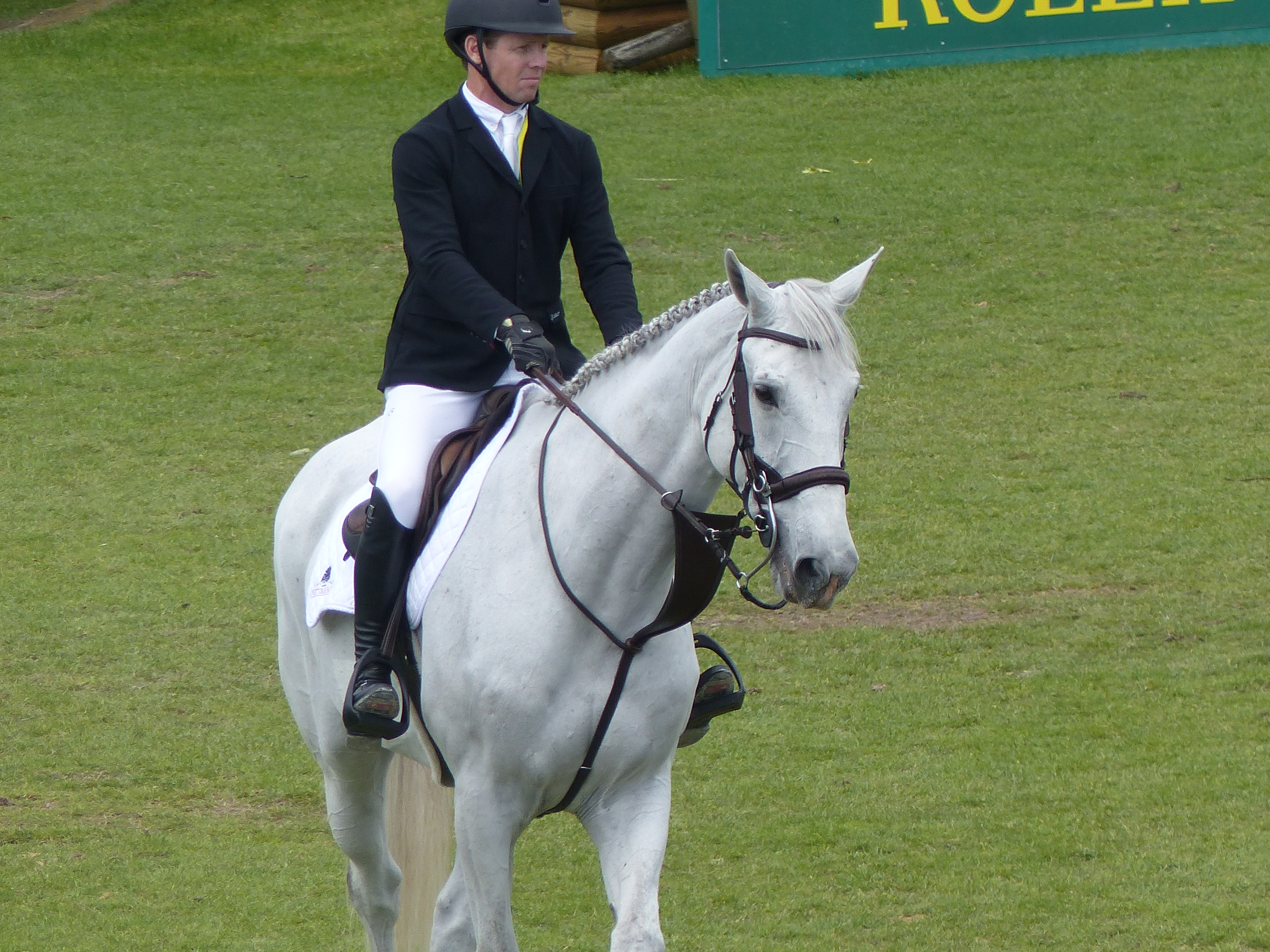
James Kann Cruz monté par Shane Sweetman au CSIO de La Baule de 2024.

- septembre 2022 : vainqueur du Grand Prix du CSI5* de Traverse à 1,60 m[4] ;
- novembre 2023 : vainqueur du Grand Prix Coupe du monde de Lexington[5] ;

## Origines
James Kann Cruz est inscrit comme ISH, et présente des origines complètement irlandaises du côté maternel. C'est un fils de l'étalon KWPN néerlandais Kannan, et d'une jument irlandaise nommée CSF Telly Cruz, par l'étalon irlandais Cruising. 
Tell of Clover, sa grand-mère maternelle par Clover Hill, a participé à l'obtention d'une médaille d'or pour l'équipe Suisse aux championnats d’Europe Juniors de 1994 à Athènes. Inséminée par Cruising, elle a donné naissance à CSF Telly Cruz, mère de James Kann Cruz, qui est restée poulinière dans son élevage de naissance.
James Kann Cruz présente 36,14 % d'origines Pur-sang d'après le calcul du site web Hippomundo.